# Azubuike Egwuekwe
Azubuike Emanuel Egwuekwe (Lafia, 1989. július 16.) nigériai válogatott labdarúgó, a Supersport United játékosa.

## Pályafutása

### Klubcsapatokban
Hazájában a Nasarawa United, a Yerima Strikers és a Warri Wolves csapataiban szerepelt. 2016-ban aláírt a finn Kuopion PS csapatához egy szezonra. 2017-től a Supersport United játékosa.

### A válogatottban
Bekerült a 2013-as afrikai nemzetek kupáján részt vevő keretbe, a tornát megnyerték. A 2013-as konföderációs kupán és a 2014-es labdarúgó-világbajnokságra utazó keretbe is meghívót kapott.

## Sikerei, díjai

### Klub
- Supersport United
  - MTN 8: 2017

### Válogatott
- Nigéria
  - Afrikai nemzetek kupája: 2013